# 栃木県道192号滝沢野崎停車場線
栃木県道192号滝沢野崎停車場線（とちぎけんどう192ごう たきざわのざきていしゃじょうせん）は、栃木県大田原市から同市滝沢地区の栃木県道48号大田原氏家線の交点に至る一般県道である。

## 概要
野崎地区では一般的な片側1車線の車道であるが、やや幅員が狭い。また国道461号の交差点から薄葉地区の間では、センターラインのない幅約6メートルの狭い道である。その先は片側1車線と歩道の完備した高規格な道路が端点まで続く。県道48号線との交差点が端点である。2006年には、栃木県道48号大田原氏家線との交差点に信号機が設置された。